# ギャラップ (哨戒フリゲート)
|          | |
| 艦歴     | |
| 発注     | |
| 起工     | 1943年8月18日                                                                                                   |
| 進水     | 1943年9月17日                                                                                                   |
| 就役     | 1944年2月29日                                                                                                   |
| 退役     | 1951年10月29日                                                                                                  |
| その後   | タイに貸与 |
| 除籍     | |
| 性能諸元 | |
| 排水量   | 基準 1,430トン 満載 2,415トン                                                                                   |
| 全長     | 303 ft 11 in (92.6 m)                                                                                           |
| 全幅     | 37 ft 6 in (11.4 m)                                                                                             |
| 吃水     | 13 ft 8 in (4.1 m)                                                                                              |
| 機関     | ボイラー3基 5,500軸馬力 タービン2基 2軸推進                                                                     |
| 最大速力 | 20ノット (37 km/h)                                                                                              |
| 航続距離 | |
| 乗員     | 190名 |
| 兵装     | 3インチ50口径対空砲3門 40mm機関砲 4門 20mm機関砲 9門 ヘッジホッグ 1基 対潜爆雷投射機（Y砲）8基 爆雷投下軌条 2条 |

ギャラップ (USS Gallup, PF-47) は、アメリカ海軍の哨戒フリゲート。タコマ級フリゲートの1隻。艦名はニューメキシコ州ギャラップに因む。その名を持つ艦としては2隻目。

## 艦歴
ギャラップは1943年8月18日にカリフォルニア州ウィルミントンのコンソリデーテッド・スチール社で起工した。1943年9月17日にヘレン・マクマホンによって命名、進水し、1944年2月29日にサンペドロで艦長クレイトン・M・オップ沿岸警備隊少佐の指揮下就役した。
カリフォルニア州ニューポートビーチでの艤装およびサンペドロ、サンディエゴでの整調後、ギャラップは1944年6月1日にサンディエゴを出航し太平洋の戦場に向かった。途中対潜哨戒を行い、6月21日にニューカレドニアのヌメアに到着、10月12日まで第43護衛艦隊と共にニューギニア、ニューカレドニアおよびオーストラリアでの護衛、哨戒任務に従事する。8月17日、ギャラップはビアク島のブルー・ビーチ（ワルド川北方の第41歩兵師団担当区域）で上陸支援のための砲撃を行った。ギャラップは上陸部隊が海岸を確保するまで砲撃を続けた。8月25日には再びメノエラとワラリ岬の間の海岸を砲撃し、ビアク島占領の支援を行った。
ギャラップは1944年10月12日にホーランジアを出航し、フィリピンに上陸するダグラス・マッカーサー将軍の部隊に加わった。10月17日にディナガット島の海岸に砲撃を行い、翌日にはレイテ湾へと通じる水路の掃討を行った。続いてブラック・ビーチ付近での対潜哨戒および対機雷哨戒を行い、上陸部隊を支援した。ギャラップはビスビー (USS Bisbee, PF-46) 、LCI(L)-343、LCI(L)-344、と共に沖合で潮汐および水路の情報を収集し、通報艦および護衛艦としての任務に従事、上陸作戦の間は湾の入り口で管制艦としての任務に従事した。この任務の間、天候の大半は荒天であった。その後11月28日にフンボルト湾での護衛任務に当たり、途中サンペドロ湾およびマヌス島のコソル・ロードに立ち寄った。12月3日、ギャラップは西海岸へ向けて出航し、ゼーアドラー湾、アドミラルティ諸島、真珠湾で乗客を降ろした。ギャラップがサンフランシスコに到着したのは1944年のクリスマスであった。
ギャラップは1945年1月9日にサンフランシスコを出航し、シアトル経由でアラスカ州のダッチハーバーに向かう。ダッチハーバーには1月20日に到着した。その後退役まで北太平洋の偵察に従事し、8月26日にコールド・ベイで退役する。翌日ギャラップはレンドリース法に基づきソ連海軍に貸与された。ソ連では「護衛艦」を意味する「EK」の略号を付与され、EK-19 の名で就役し、極東のパトロールに従事した。
ソ連海軍での活動後、1949年11月14日に横須賀でアメリカ海軍に返還され、同地で保管された。1950年10月18日に艦長ウィリアム・W・ボイド・ジュニア少佐の指揮下再就役し、相模湾での整調後姉妹艦のビスビーと共に11月23日に韓国の興南に向かった。同地でギャラップはホークィアム (USS Hoquiam, PF-5) と港湾管制艦の任務を交替し、入港する友軍艦艇の護衛および監督、多くの難民に対する救難任務に従事した。
12月19日、ギャラップは釜山を出港し湾入り口での対潜哨戒任務に従事、12月31日に長崎県の佐世保に向かう。1951年1月29日に再び朝鮮半島へ向かい、上陸作戦に先立ってKansangおよび高城郡に対して陽動のための砲撃を行う。
ギャラップは佐世保を拠点として作戦活動を継続し、船団護衛、偵察および釜山、元山、Chonjin、サングリー・ポイント、フィリピンのスービック湾への先導巡航を行った。1951年2月23日から25日にかけて元山に対しての支援砲撃を行い、その後は港湾管制艦としてハエ取り（ボート、潜水夫、特攻艇に対する）任務に当たった。3月14日に横須賀に帰還し、ギャラップはドック入りして広範囲な船体修理が行われた。その後も同様の任務を続け、10月6日に横須賀に帰還した。
ギャラップは1951年10月29日に横須賀で退役し、相互防衛援助計画の下タイに貸与され、Prasae の艦名でタイ海軍で就役した。
ギャラップは第二次世界大戦の戦功で2個の、朝鮮戦争の戦功で3個の従軍星章を受章した。